# Jaroslav Bořita z Martinic
Jaroslav Bořita z Martinic (také Jaroslav II. – jeho otec byl Jaroslav I., 6. ledna 1582 Koruna česká – 21. listopadu 1649, Praha) byl královský místodržící v Čechách. V mládí studoval na katolických a jezuitských školách v Itálii. Stal se stoupencem protireformace.
23. května 1618 byl jedním ze tří defenestrovaných během třetí pražské defenestrace, spolu s Vilémem Slavatou z Chlumu a Košumberka a sekretářem německé expedice Filipem Fabriciem.

## Život

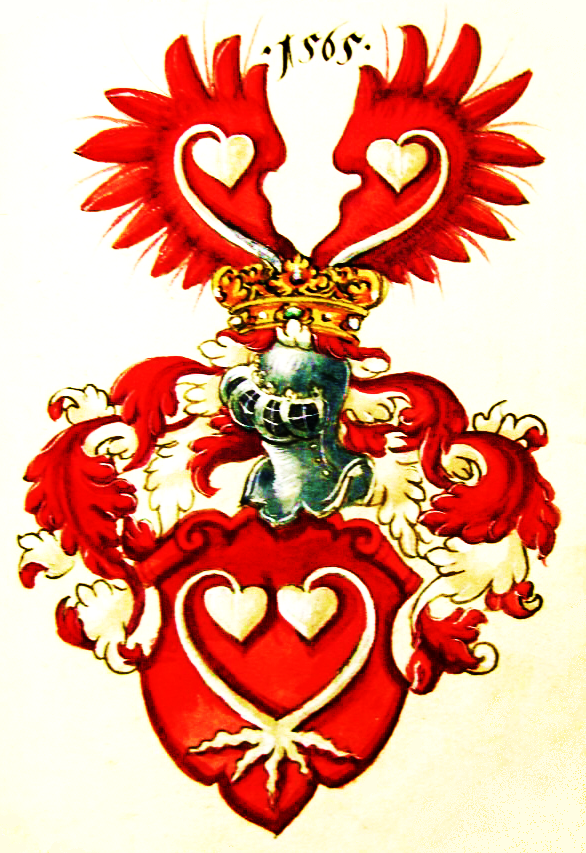
Erb Martiniců

Narodil se Jaroslavu (I.) Bořitovi a jeho ženě Johance Dašické z Barchovy Běrunice a Veltrub. Narodil roku 1582 jako pohrobek, protože jeho otec zemřel v témže roce před jeho narozením, nicméně se stal nejznámějším členem rodiny Bořitů z Martinic. Jako dítě zdědil obce Smečno a Okoř s příslušnými statky a k tomu poručníci koupili Malíkovice a asi roku 1611 Bílý Újezdec, který se v současnosti nazývá Šternberk. Šternberk byly dříve vyhlášené lázně, do kterých dojížděli zejména Pražané. Svůj název Šternberk si lázně vysloužily díky manželce Marii Eusebii.
Vzdělání získal u jezuitů, kde byl základ jeho nesmiřitelného postoje vůči nekatolíkům, kterým se vyznačovalo jen málo katolických rodin. Mnozí katolíci jej velebili a stoupenci podobojí naopak tupili. Jaroslav byl vzdělaný a měl mnohé dobré vlastnosti, ale nevyrovnal se svému vrstevníkovi Vilému Slavatovi.
V roce 1601 se oženil s Marií Eusebií ze Šternberka. Roku 1603 byl jmenován královským radou, v letech 1609–1618 dvorským maršálkem, v letech 1617–1618 karlštejnským purkrabím a v posledních letech královským místodržícím.
Již od roku 1603 se aktivně stavěl proti reformaci, ale do roku 1617 jeho nesnášenlivost pocítili hlavně jeho vlastní poddaní. Od roku 1617 dostával vojenské posily z Vídně a stal se útočným a krutým vůči svým oponentům.
Byl jedním ze tří svržených z okna místodržitelské kanceláře při defenestraci 23. května 1618. Všichni tři incident přežili a Jaroslav Bořita následně uprchl do Mnichova a do Pasova nikoliv bez nebezpečí. Jeho statky v Čechách zabrali stavové a on sám byl vyhlášen za nepřítele vlasti.

### Po Bílé hoře
Vrátil se roku 1621 a ujal se opět karlštejnského purkrabství, roku 1623 se stal dvorským maršálkem, roku 1624 nejvyšším sudím, roku 1625 nejvyšším komorníkem, roku 1628 nejvyšším hofmistrem a roku 1638 nejvyšším purkrabím.
Majestáty z 10. dubna 1621 a ze 6. ledna 1622 byl povýšen do stavu říšských hrabat a jeho erb byl polepšen na štítě hvězdou manželčinou a klenotem štítu domu Habsburského s písmeny FMR tří císařů, kterým sloužil. Majestáty ze 7. srpna 1625 a ze 6. ledna 1634 obdržel pro sebe a nejstarší z potomků důstojenství vladaře domu smečenského a místo po nejvyšších úřednících na sněmu. Majestátem ze dne 26. září 1633 obdržel palatinát, na jehož základě později udělil erb několika osobám.

### Konfiskace
Konfiskace po Bílé hoře dovedl lépe využitkovat než Slavata. V roce 1622 koupil Ahníkov a Prunéřov a jeho manželka Hořovice a Komárov. V roce 1623 koupil mnoho statků v okolí Smečna a Slaného, téhož roku mu bylo zastaveno město Slaný, jež mu roku 1638 bylo dědičně ponecháno. Také získal část panství zelenohorského a z něho výměnami si utvořil nové panství plánické. Ze Smečna (1633) a ze Slaného (1647) zřídil statky nápadní.

## Závěr života

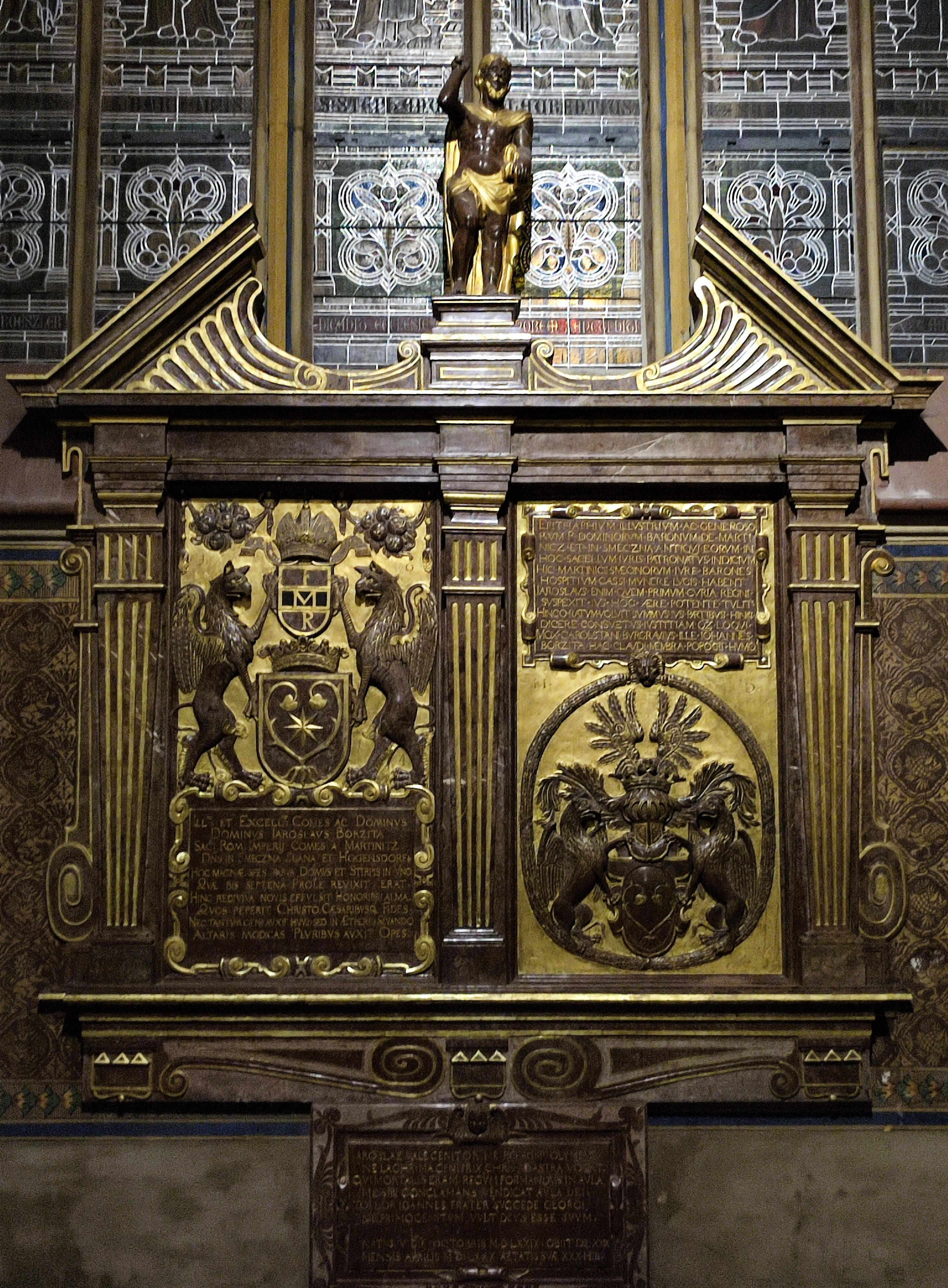
Náhrobní deska Martinicové

Jaroslav Bořita se dožil konce třicetileté války, až roku 1648 při vzetí Hradčan byl poraněn a zajat Švédy. Zemřel dne 21. listopadu 1649 a byl pohřben v katedrále sv. Víta do nově adaptované Martinické kaple.

## Rodina a potomstvo
Jaroslav Bořita byl čtyřikrát ženatý. První svatba se konala 28. února 1601 v Praze. Nevěsta Marie Eusebie ze Šternberka (1584–1634) se narodila z manželství nejvyššího purkrabí Českého království („předsedy“ zemské vlády) Adama ze Šternberka s Evou z Lobkovic a během 33 let manželství přivedla na svět deset dětí:
- 1. Barbora Eusebie († 1656)
  - 1. ∞ 1630 hrabě Sezima Jan z Vrtby († 1648)
  - 2. ∞ 1650 markrabě Kristián Vilém Braniborský (1587–1665), syn braniborského kurfiřta Jáchyma Fridricha
- 2. Alžběta Korona (1603/1604–1649)
  - ∞ 1620 hrabě Florian Jetřich ze Žďáru (1598–1653)
- 3. Voršila Polyxena († 1681)
  - ∞ 1637 hrabě Václav Jiří Holický ze Šternberka (1600–1681)
- 4. Jiří Adam (1602–1651)
  - 1. ∞ Marie Alžběta z Vrtby († 1643)
  - 2. ∞ princezna Giovanna Gonzaga di Castiglione († 1688)
- 5. Bernard Ignác Jan (1603–1685)
  - 1. ∞ Veronika Polyxena ze Šternberka (1625–1659)
  - 2. ∞ hraběnka Zuzana Polyxena Dietrichsteinová († 1706)
- 6. Lucie Otilie (1609–1651)
  - ∞ 1631 hrabě Oldřich František Libštejnský z Kolovrat (1607–1650)
- 7. Ferdinand Leopold (1611–1691), probošt vyšehradský a kanovník 6 kostelů. Panství cerekvické, jež koupil od bratra, odkázal do rodu hraběte z Khuenburka († 12. října 1691).
- 8. Václav František († 1611)
- 9. Maxmilián Valentin (1612–1677)
  - ∞ 1645 Anna Kateřina Bukůvková z Bukůvky († 1681/1685)
- 10. Jaroslav (1618–1636)

Druhou manželkou se stala dcera hraběte Sezimy z Vrtby a Dorotky z Říčan, Eliška Marie z Vrtby († 1643). Třetí chotí pak byla Kateřina Lidmila Talackovna z Ještětic, po jejíž smrti v roce 1649 se Bořita oženil s Alénou Barborou Kostomlatskou z Vřesovic († 1682).

## Galerie

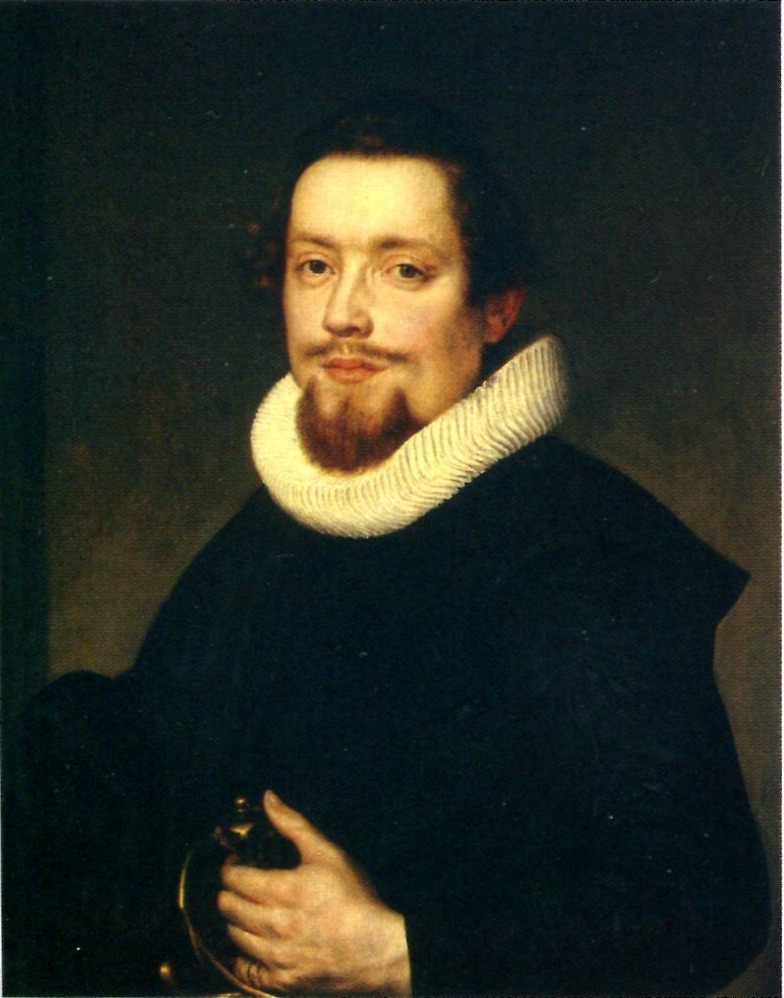
Portrét Jaroslava Bořity z Martinic.
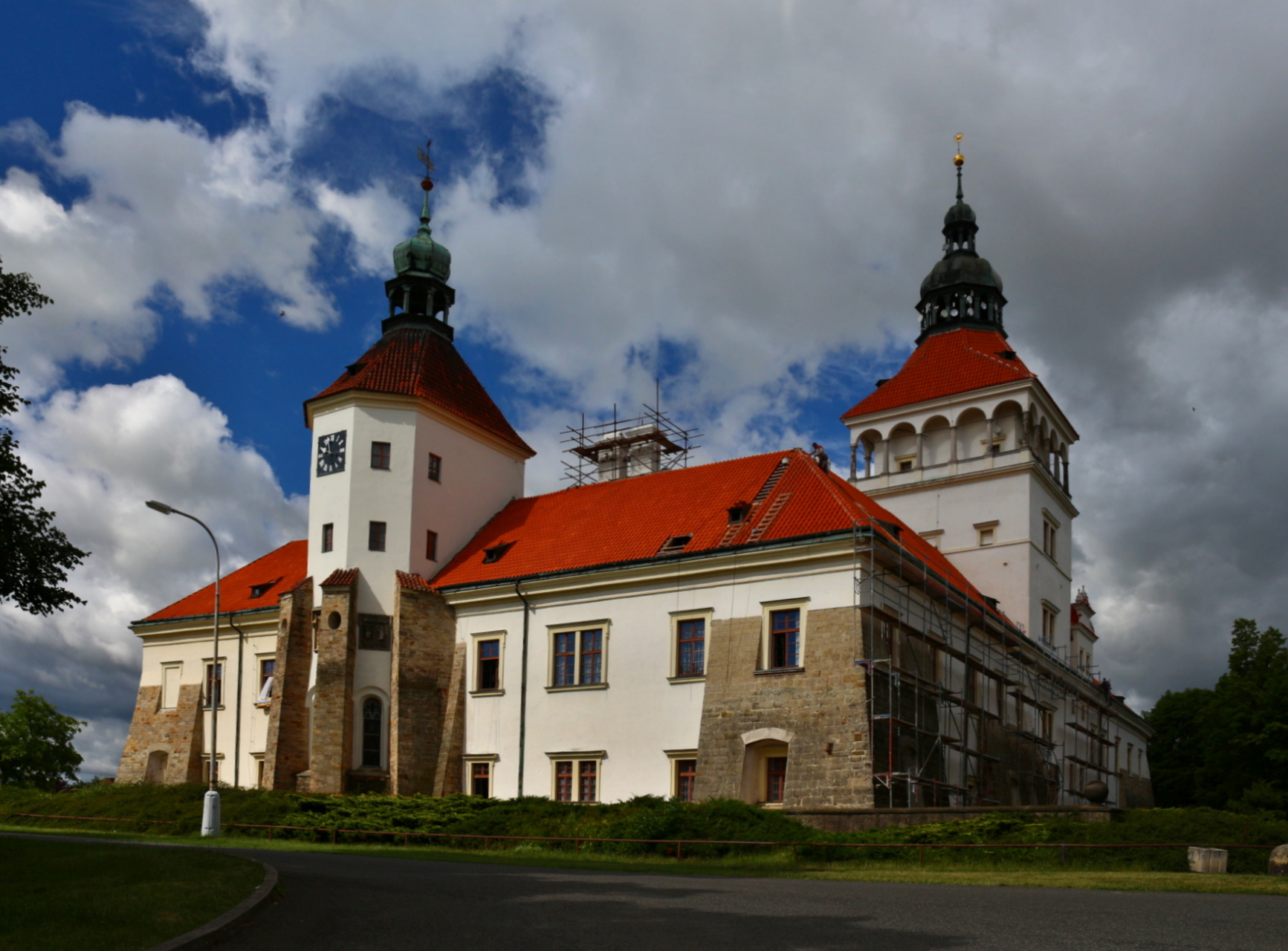
Zámek Smečno, sídlo Jaroslava Bořity.
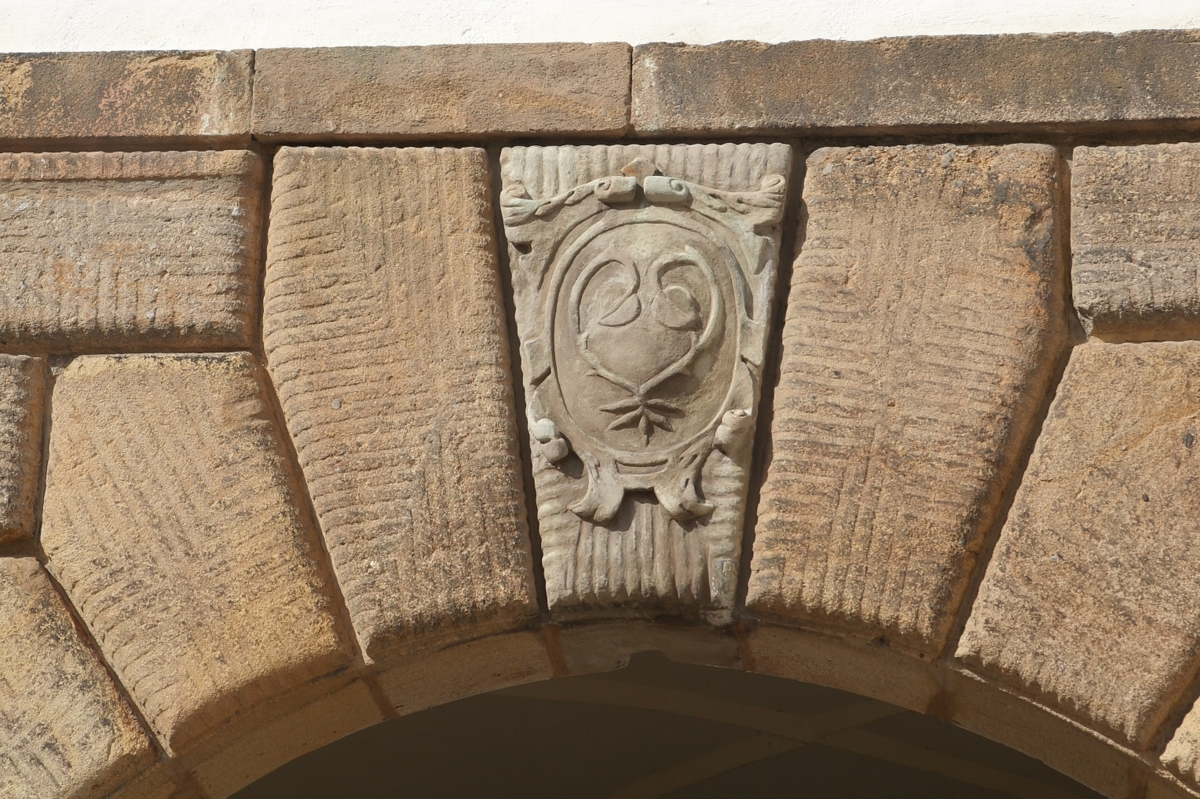
Martinický znak nad vjezdem do smečenského zámku.
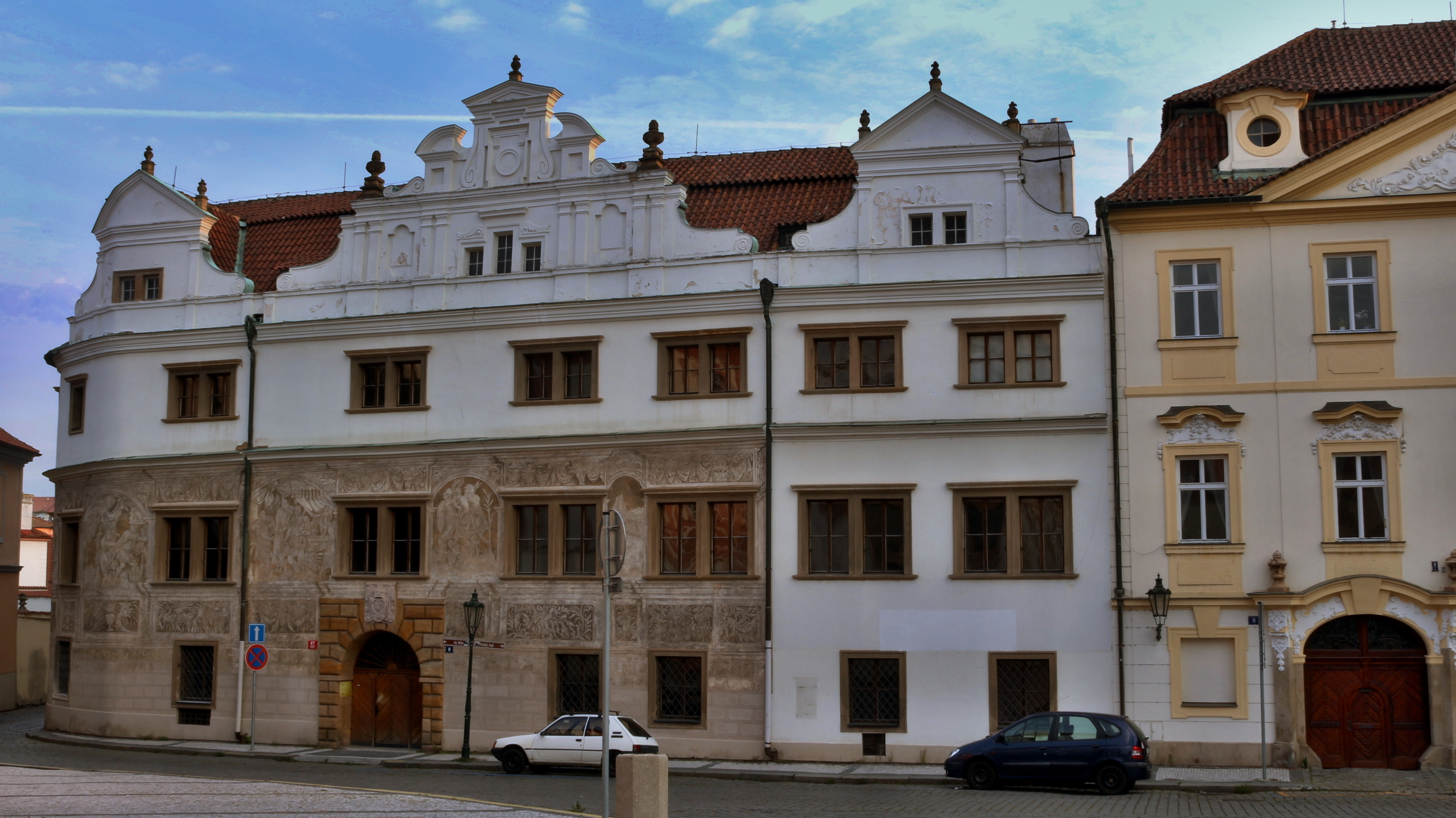
Martinický palác na Hradčanském náměstí v Praze.